# Мясные породы кур

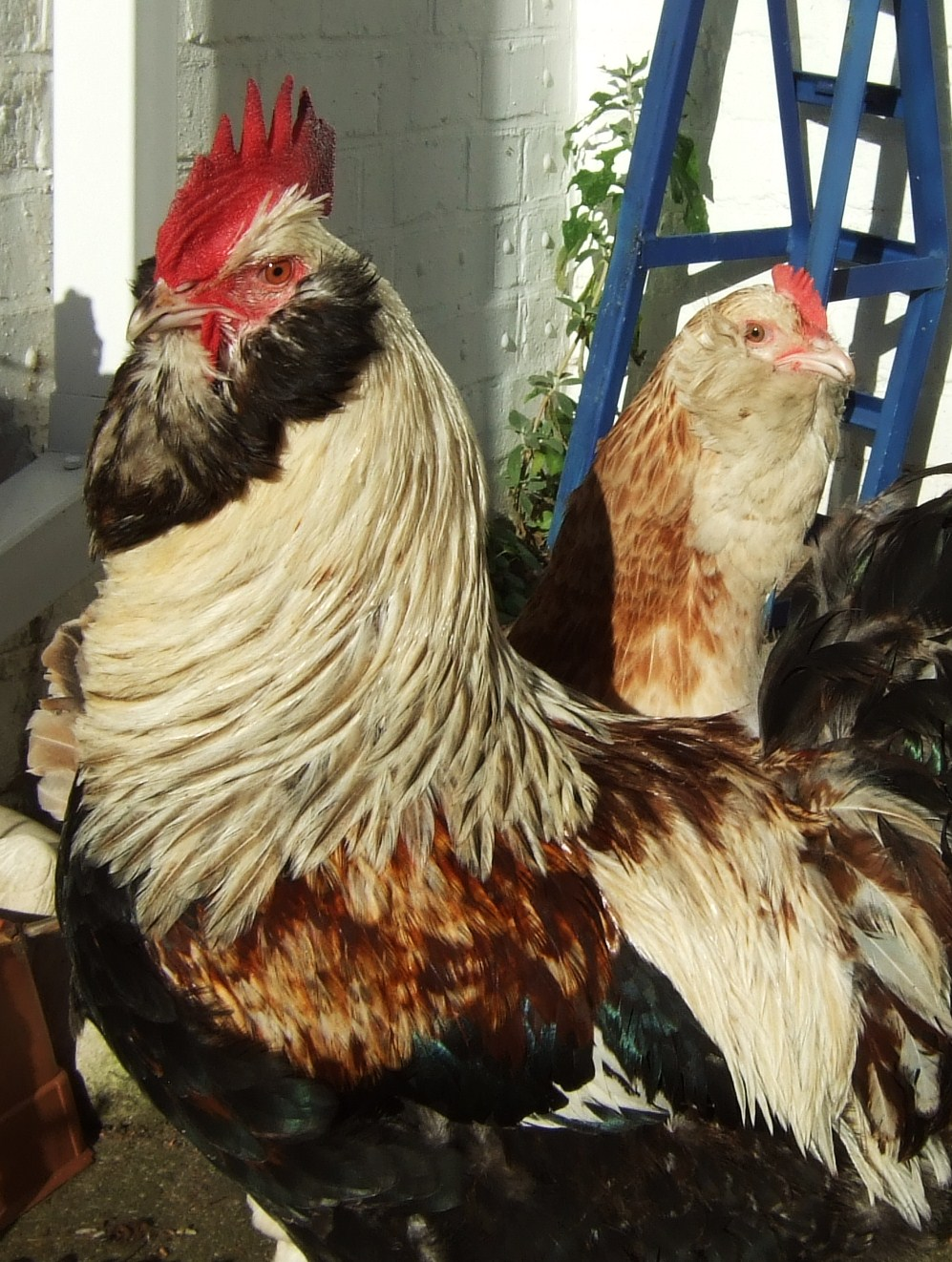
Французская мясная порода — фавероль.

Мясные породы кур, ранее применялось словосочетание Столовая порода кур — одомашненные породы кур, специально выведенные человеком для большего получения из них мяса, для удовлетворения общества в пище.

## История
Человек вероятно приручил и одомашнил банкивскую курицу более 8000 лет тому назад. По имеющимся данным, некоторые породы домашних птиц были известны еще за 3000 лет до Рождества Христова, и своим происхождением большинство из них обязано Восточной культуре: Индии, Китаю и Японии. С тех пор выведены породы домашних кур, которые различаются по оперению (окраске), форме тела, направлению использования и многим другим признакам. С хозяйственной точки зрения куры, как принадлежащие к числу наиболее полезных и выдающихся по своей продуктивности домашних птиц можно разделить на две главные группы, отличающихся:
- носкостью (яйценоские);
- мясных, по преимуществу[1].

Некоторые из них возникли очень давно и имеют «народное» происхождение (кохинхины и брама на Востоке). Несмотря на свои большие размеры, по-настоящему мясными их считать нельзя. Долгое время они имели декоративное значение, использовались как наседки, а также ценились потому что сносили большое количество яиц зимой, когда яйца были особенно нужны для выпечки пирогов.
Будучи родом из Индокитая, молодняк кур этой породы был очень теплолюбивым, долгооперяющимся и часто погибал в холодную, ветреную погоду.

### Промышленная селекция
Лишь к концу XIX века к ним добавились так называемые «столовые» породы промышленной селекции европейскиx стран (фавероль во Франции, корниши в Британии, «улучшенная» русская курица в Российской империи). К столовым курам также относились следующие: доркинг, гудан, кревкер, флешская и бойцовая, хотя последним двум не хватало скороспелости. В ходе новой промышленной селекции мясных пород селекционеры делали акцент на таком качестве как мясная скороспелость, и, конкретно, на быстром развитии грудных мышц.

## Продуктивность
Куры мясных направлений отличаются большей живой массой тела. Масса взрослых кур достигает 3—4,5 кг; петухов доходит до 7 кг (джерсийский гигант). Мясные куры заметно крупнее яичных и мясо-яичных направлений. Несмотря на большую массу тела, они менее подвижны и возбудимы, чем яичные породы кур, соответственно расходуют значительно меньше энергии и корма в пересчёте на голову. Mясные породы спокойны и флегматичны, имеют склонность к ожирению. Их туловище компактно, горизонтально поставлено, ноги короткие, костяк плотный, оперение рыхлое, молодняк медленно оперяется. Гребень средне- или слаборазвит. Из-за обратно пропорциональной зависимости между живым весом птицы и её плодовитостью, яйценоскость мясных пород кур невысока и, как правило, не превышает 80—120 яиц в год, хотя сами яйца крупнее. Половая зрелость у мясных пород наступает на 3—4 месяца позднее чем у других направлений, в возрасте 7-8 месяцев. При этом у большинства из них хорошо сохраняется инстинкт насиживания и воспитания цыплят. Среди мясных пород в настоящее время наиболее распространены  фавероль, кохинхины, брама, белый корниш (на основе которого получают высокопродуктивные бройлерные кроссы). Некоторые из них имеют также декоративное (существуют миниатюрные варианты известных мясных пород) и историко-культурное значение. Основой современного промышленного мясного птицеводства являются куры породы корниш, которые имеют бойцовское происхождение, где высокая масса тела долгое время была важным фактором селекции.

## Примеры
Примеры мясных или столовых пород кур:
- Брама;
- Джерсейский гигант;
- Корнуэльская;
- Кохинхин;
- Фавероль;
- и другие.